# Coronidia hyphasis
Coronidia hyphasis là một loài bướm đêm thuộc họ Sematuridae. Nó được tìm thấy ở Neotropics, bao gồm México.